# Gmina Melan
Gmina Melan (alb. Komuna Melan) – gmina  położona w środkowej części Albanii. Administracyjnie należy do okręgu Dibra w obwodzie Dibra. W 2011 roku populacja gminy wynosiła 3649 w tym 1727 kobiet oraz 1922 mężczyzn, z czego Albańczycy stanowili 98,22% mieszkańców.
W skład gminy wchodzi dwanaście miejscowości: Melani, Ceriani, Rebdishti, Zagradi, Begjuneci, Trepça, Greva, Ilnica, Bellova, Pejka, Pjeça, Trena.